# Белмаркет
«БелМаркет» (полное наименование — ИООО «БелМаркетКомпани») — белорусская сеть супермаркетов. Принадлежал консорциуму «Альфа-Групп». Соинвестор проекта — Международная Финансовая Корпорация (IFC). В 2018 году выкуплен компанией «БелВиллесден».

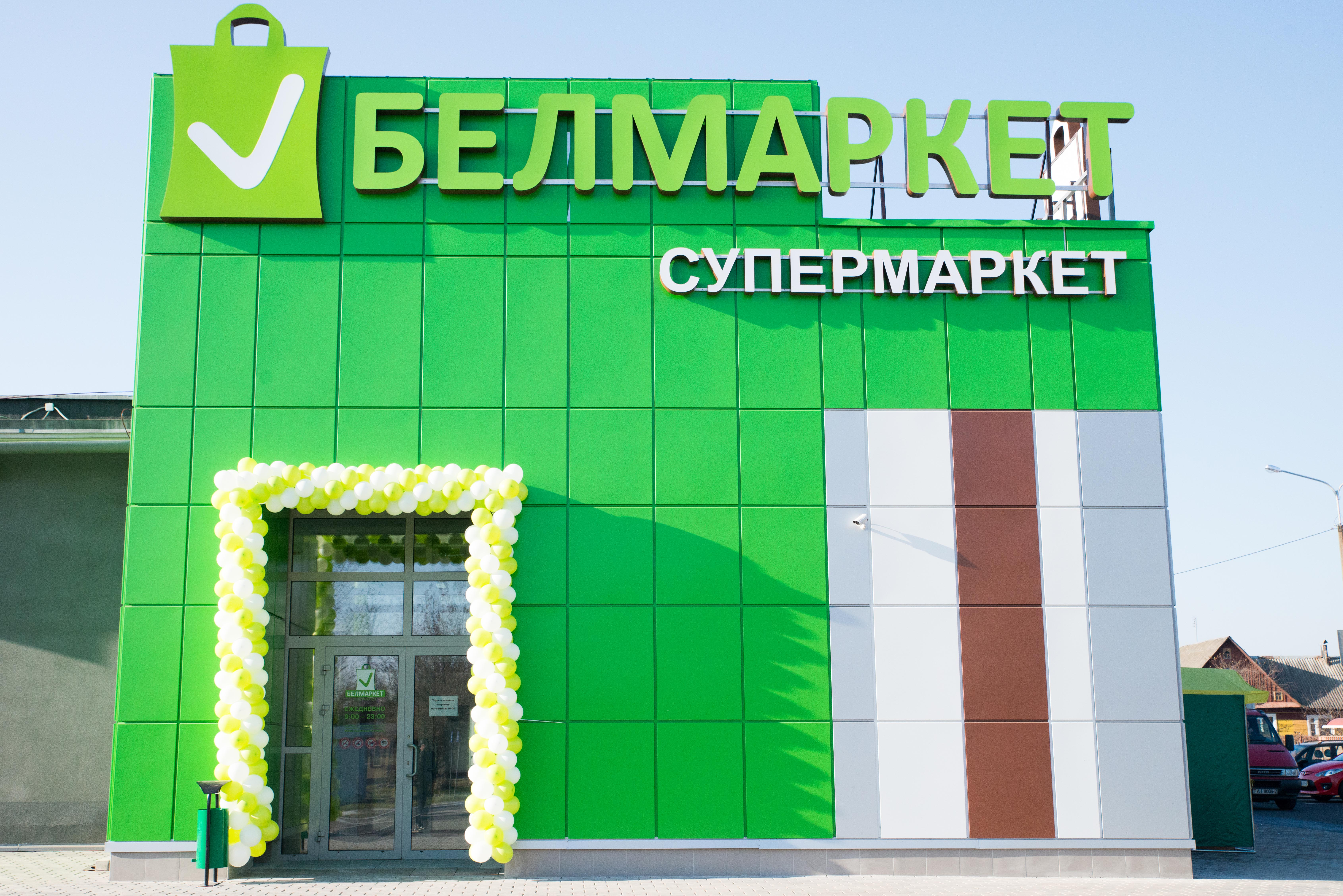
«БелМаркет» в Барановичах

## История
- Юридическое лицо ИООО «БелМаркетКомпани» было зарегистрировано в июне 2007 года. Первый магазин был открыт в Бобруйске в декабре 2007 года.
- В 2008 году «БелМаркет» приобрёл контрольный пакет двух сетей универсамов в Могилёве: ОАО «Арма» и ОАО «Восход».
- На 2017 год «БелМаркет» — лидер рынка розничных сетей по количеству торговых объектов формы самообслуживания в Республике Беларусь — 71 магазин.
- На 2017 год в сети работает 3 134 человека.